# シューベルト国際コンクール・ドルトムント
シューベルト国際コンクール・ドルトムント (Internationaler SCHUBERT Wettbewerb Dortmund) は、かつてシューベルト国際ピアノコンクールと呼ばれていた国際コンクールの後継である。現在は、ピアノ部門とドイツリート部門に分かれ、4年おきに1つの部門が開催される仕様に変更された。Jesenikで行われていたInternational Schubert Competition for Piano Duetsとはなんの関係もない。

## 概要

### ピアノ部門
有名な作曲家が冠されていることと、特段難易度が高くないことから、かつては多くのアジア人の挑戦を受けてきたピアノコンクールであった。問題は、フランツ・シューベルトがピアノ協奏曲を1曲も残すことがなかったことである。このために、第1次予選と本選は他の作曲家を用いざるを得ず、本選で華麗な指さばきが行えないことから出場者はかなりの偏りが見られていた。
2011年に大鉈を振るい規約が大きく改訂されたことを受け、出場者はヴァディム・ホロデンコを優勝させることができるほどに様変わりしたものの、数年で元通りになり、2025年現在の規約はビデオ審査に多く依存できることから課題曲の数は多くない。本選の課題曲は1曲だけになった。
第3次予選は後期のシューベルトのピアノソナタの全楽章の演奏が必修である。
次回のピアノ部門は2025年に行われるため、課題曲はすでにインターネットへ開示されている。

### リート部門
2013年以降4年に1度行われている。

## 過去のピアノ部門の優勝者(抜粋)
- 2001 Olga Filatova
- 2003 Amir Katz, Yong-Kyu Lee
- 2005 川島基
- 2007 佐藤卓史
- 2011 ヴァディム・ホロデンコ
- 2016 Volodymyr Lavrynenko
- 2021 安並貴史

## 過去のリート部門の優勝者(抜粋)
- 2023 Duo Wohlgemuth & Park